# Tring Park
Tring Park é um grande palácio rural próximo de Tring, no Hertfordshire.
O início da história do local não é claro, embora se saiba que esteve nas mãos dos Cavalier (Realistas), termo usado para desigar os apoiantes de Carlos I de Inglaterra, durante o reinado daquele monarca. Quando Carlos II de Inglaterra subiu ao trono, na Restauração Inglesa, em 1660, deu a casa ao seu camareiro, Henry Guy. Guy construiu uma nova casa segundo o desenho de Christopher Wren. Guy foi, no entanto, mandado para a Torre de Londres pouco depois de Guilherme III e Maria II de Inglaterra terem subido ao trono na Revolução Gloriosa de 1688.
O palácio passou por várias mãos até que foi arrendada por Nathan Mayer Rothschild na década de 1830. Foi comprado pelo Barão Lionel de Rothschild por 230.000 libras, em Maio de 1872, com 4.000 acres (16 km²), para servir como sua principal residência rural. Rothschild aumentou a casa significativamente para alojar os seus hóspedes. Acredita-se que George Devey trabalhou nas obas de ampliação de Tring Park entre 1874 e 1878, transformando a obra de Wren num chateau francês oitocentista.
O Museu Zoológico Walter Rothschild foi construído nos terrenos em 1889 por Lionel Walter, 2º Barão Rothschild para acolher a sua colecção privada de mamíferos embalsamados, aves, répteis e insectos. Foi aberto ao público em 1892 e é agora parte do Museu de História Natural.
O Banco Rothschild mudou-se para a casa no início da Segunda Guerra Mundial, em 1939.  A The Arts Educational School instalou-se no palácio em 1945, e adquiriu a propriedade absoluta em 1970.
Em 1975 foi aberta a auto-estrada A41, que contorna Tring, dividindo o parque em dois. O palácio, conhecido agora como Mansão Tring, lembra a casa da The Arts Educational School, Tring Park.

## Tring Park hoje
O termo "Tring Park" refere-se agora, habitualmente, à parte da propriedade original que fica a Sul da A41. É um espaço público, propriedade do Conselho Municipal de Dacorum e administrado pela Woodland Trust. Metade dos 300 acres sãopastos ondulantes, pastoreados por gado. Para Este e Sul o parque inclui uma escarpa florestada, na qual estão antigos trilhos de carruagens. Um deles, o Trilho Real, forma parte do Ridgeway_National_Trail. Nesta parte do parque existem dois monumentos: um obelisco conhecido localmente como monumento de Nell, e uma casa de Verão.

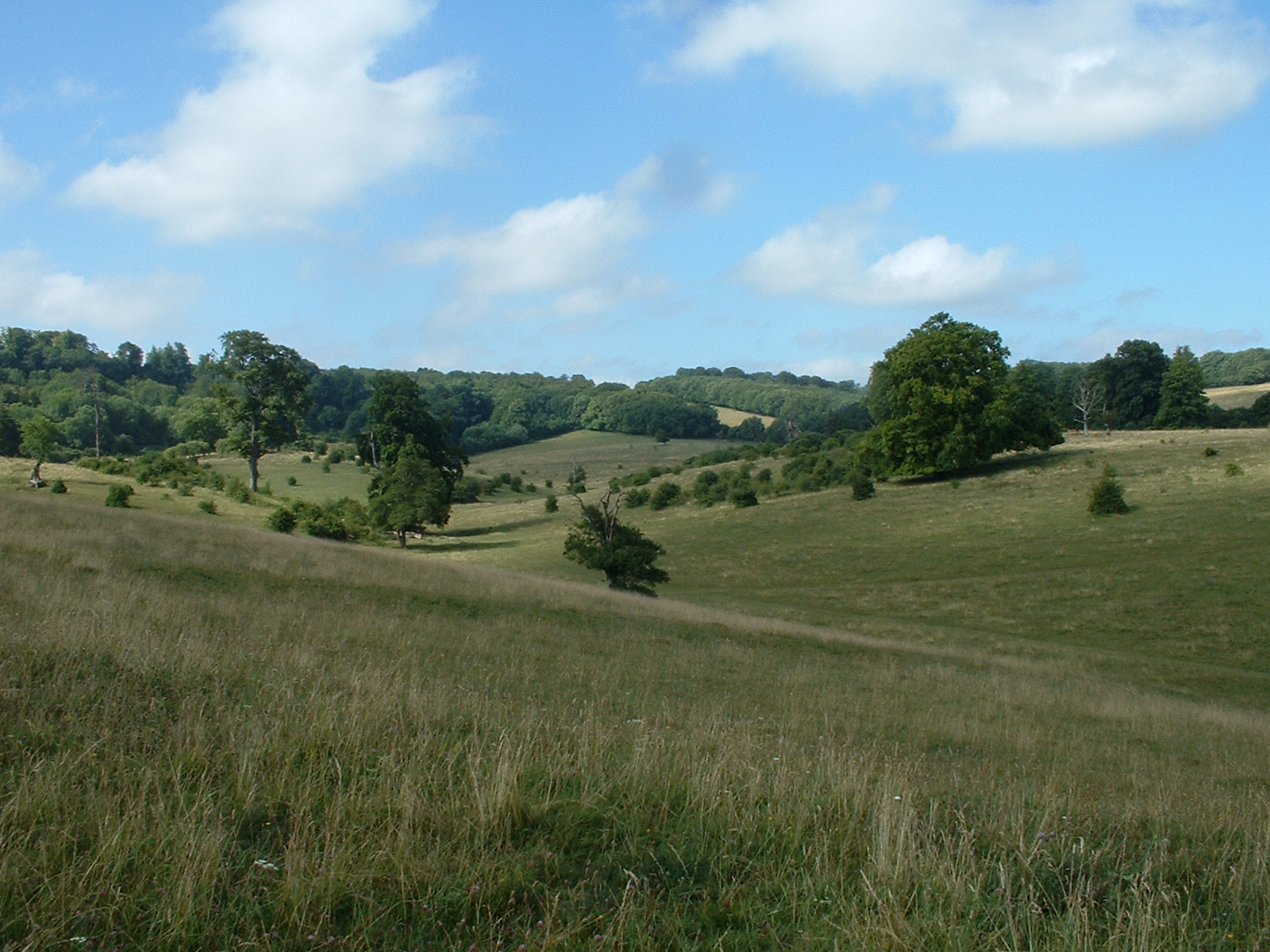
Tring Park visto de Sul
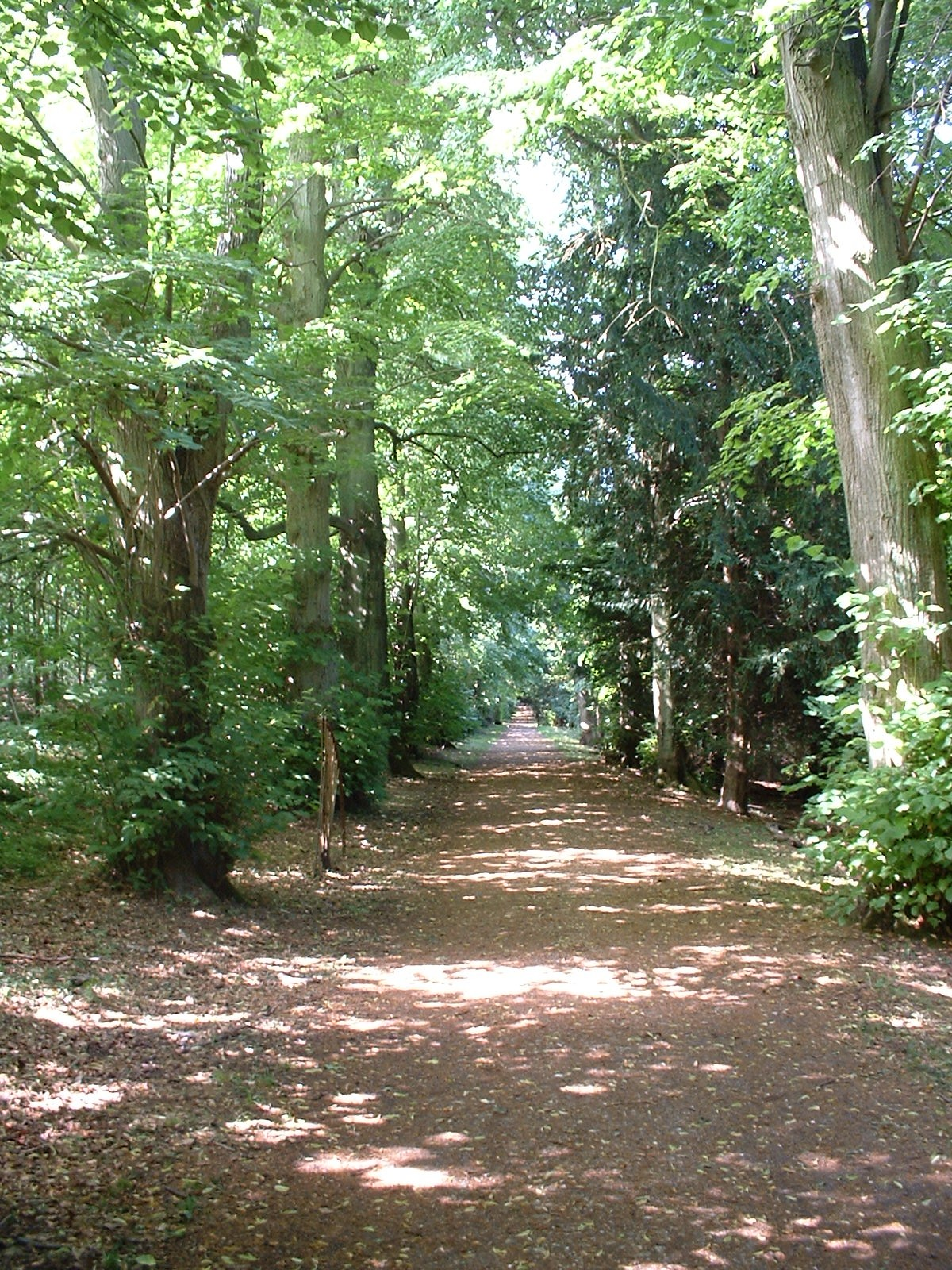
Trilho Real
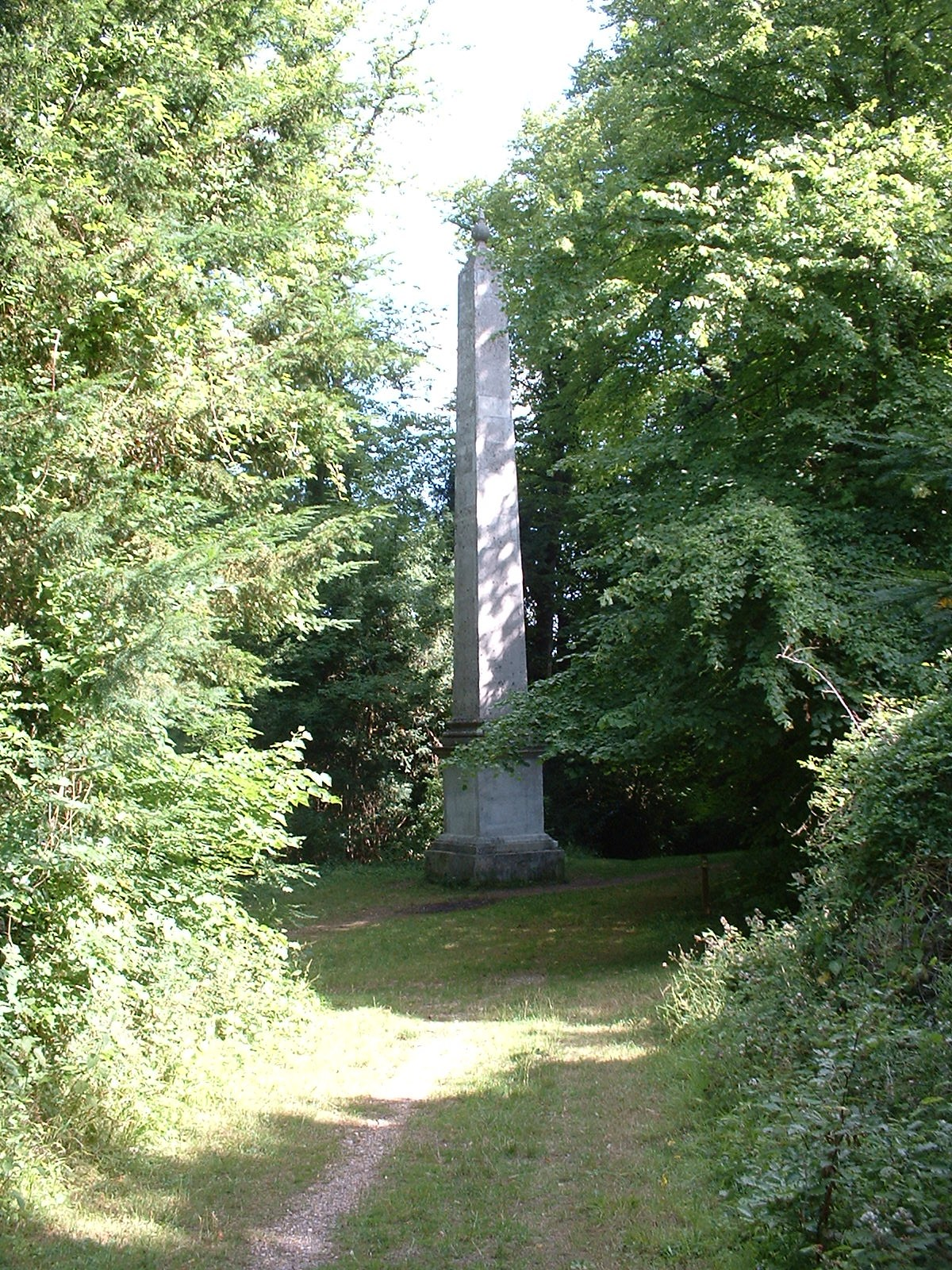
O Obelisco
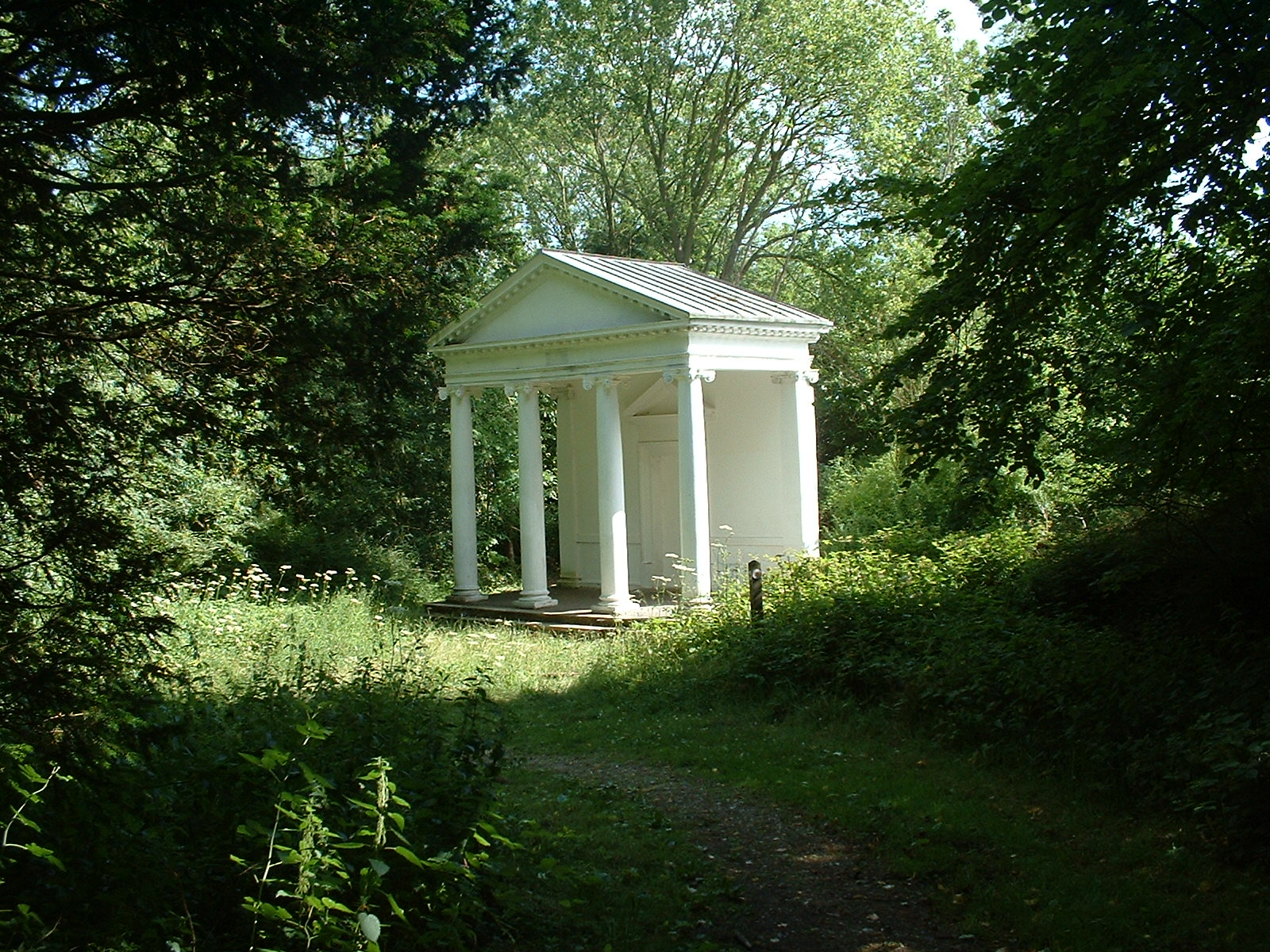
A casa de Verão